# إدي بيبودي
إدي بيبودي (بالإنجليزية: Eddie Peabody) هو عازف بانجو وضابط أمريكي، ولد في 19 فبراير 1902 في ريدينج (ماساتشوستس) في الولايات المتحدة، وتوفي في 7 نوفمبر 1970 في كوفينغتون في الولايات المتحدة.

## وصلات خارجية
- الموقع الرسمي
- إدي بيبودي على موقع IMDb (الإنجليزية)
- إدي بيبودي على موقع ميوزك برينز (الإنجليزية)
- إدي بيبودي على موقع ديسكوغز (الإنجليزية)